# ダークネット・マーケット
ダークネット・マーケット(または暗号マーケット) はTorやI2Pなどのダークネットを介して運営されるダークウェブ上の商業ウェブサイト 。それらは主に合法商品の販売に加えて、ドラッグ、サイバー兵器、武器、偽造通貨、盗難クレジットカード情報 、偽造文書、無許可の医薬品 、ステロイド などの違法商品の販売または仲介取引を行うブラックマーケットとして機能する 。2014年12月のポーツマス大学のガレス・オーウェンによる研究ではTor上で2番目に人気のサイトはダークネット・マーケットだと示唆された。
シルクロードが開発したモデル以降の現代のマーケットの特徴としてダークネットの匿名化されたアクセス(典型はTor)、エスクロー(預託)サービスによるビットコイン決済、eBayのようなベンダーのフィードバックシステムを使用している。
ベンダーの商品内訳 (2015年6月3日)

## 歴史

### 1970年代～2011年
ダークウェブでの電子商取引は2006年頃に始まったばかりであるが、1970年代初頭にインターネットを用いた最初の商品の取引の中に不正商品が含まれており、スタンフォード大学とマサチューセッツ工科大学の学生は大麻の購入調整のためにその後ARPANET(インターネットの起源)と呼ばれるようになるものを利用した。1980年代の終盤までに、「alt.drugs」のようなニュースグループはドラッグの議論及び情報のオンラインセンターになったが、いかなる関連取引も完全にサイト外で個人間で直接行われる手はずになっていた 。1990年代のWorld Wide Webと電子商取引の発展及び普及に伴い、議論または不正取引を行うツールはより幅広く利用されるようになった。よく知られているwebベースのドラッグフォーラムの一つに1997年に設立された「The Hive」があり、実用的な薬物合成及び法的議論の情報共有フォーラムとして機能した。The Hiveは2001年にdateline NBCの「The "X" Files」と呼ばれるスペシャルで特集され、全国的な脚光を浴びた 。2003年から「Research Chemical Mailing List」(RCML) はalt.drugs.psychedelicsなどのフォーラムの代替として合法及びグレーなソースからの「リサーチ・ケミカル」の調達について議論した。しかしながらWeb Tryp作戦により一連のウェブサイトの閉鎖及びこの分野での逮捕につながった。
2000年以降、最も強力なクライムウェアとハッキングツールの不法取引を行う東ヨーロッパの「Cyber-arms Bazaar(サイバー兵器バザー)」など新興のサイバー兵器業界の一部がオンラインで運営している。2000年代にはShadowCrewなどの初期のサイバー犯罪及びカーディングのフォーラムは限定的な規模でドラッグ卸売の実験を行った。
2006年に設立された「The Farmer's Market」は2010年にTorへ移行したが、アメリカ麻薬取締局(DEA)が主導する2年間に及ぶ捜査「アダム・ボム作戦」の結果、2012年4月に閉鎖され、複数の管理者とユーザーが逮捕された。Farmer's Marketは「最初のシルクロード」とみなされていたが、ペイパルやウェスタンユニオンなどの決済サービスを用いたことで法執行機関が支払いの追跡を行えるようになり、その後2012年にFBIによって閉鎖された。

### シルクロードと早期のマーケット

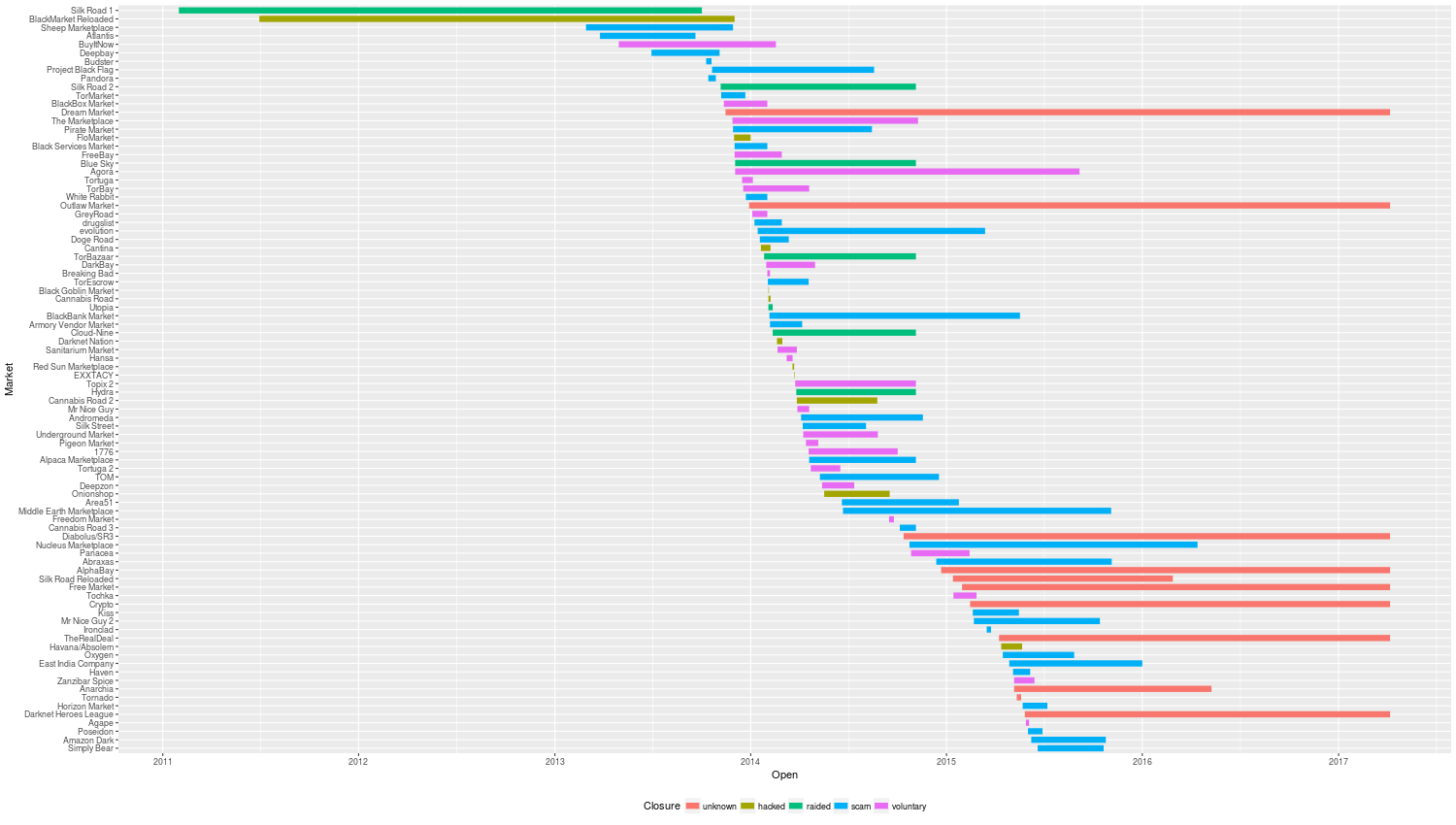
ダークネットマーケットの状態と時系列 (2017年中頃)

Torとビットコイン・エスクローの両方を使用する最初の先駆的なマーケットプレイスは2011年2月にロス・ウルブリヒトが「ドレッド・パイレート・ロバーツ」という仮名で創設したシルクロードである。2011年6月、Gawkerがサイトに関する記事を公開したことで インターネットで話題になり、ウェブサイトのトラフィックの上昇につながった。これは今度はサイトを閉鎖するようチャック・シューマー上院議員によるDEAと米司法省に対する政治的圧力につながり 、長期に渡る捜査の末、2013年10月についに閉鎖された 。シルクロードが使用したTor、ビットコイン・エスクローとフィードバックシステムの全てが今後数年間の新たなダークネットマーケットのスタンダードとして確立された。サイトの閉鎖による競合サイトの急増を受け、ニュースサイトのDeepDotWebは閉鎖は「ダークネットマーケットが望んでいた最高の広告」と述べ、ガーディアンはシルクロードが過去に支配してきたマーケットを他が引き継ぐと予想した。
シルクロードの閉鎖後の数年と数か月は短命のマーケットの急増に加えて半定期的な法執行機関による取締り、ハッキング、詐欺及び自発的な閉鎖などを特徴としていた。
ビットコインに加えてライトコインを受け入れる最初のサイト「Atlantis」はシルクロードへの手入れの直前の2013年9月に閉鎖され、ユーザーはコインを引き出す1週間の猶予があった。2013年10月、「Project Black Flag」は閉鎖され、シルクロードの閉鎖直後の混乱の中ユーザーのビットコインを盗んだ 。シルクロードとSheep Marketplaceの閉鎖後、Black Market Reloadedの人気は劇的に高まった が、2013年11月下旬にBlack Market Reloadedのオーナーは新規顧客の管理不能な流入が原因でウェブサイトはオフラインとなると発表した 。2013年3月に設立されたSheep Marketplaceはシルクロードの閉鎖以降人気を得たあまり知られていなかったサイトの一つである 。それらの出来事から間もない2013年12月に、フロリダの男2人が600万ドル相当のユーザーのビットコインを盗んだ後運用を停止した。

### シルクロード後から現在
2013年後半から2014年を通じて前シルクロードサイトの管理者が運営するシルクロード2.0やAgoraマーケットプレイスなどの新たなマーケットが定期的に設立された。そのような設立は常に成功するわけではなく、2014年2月に「Black Market Reloaded」をベースにした高く期待されていたマーケットである「Utopia」 はオランダの法執行機関による迅速な措置によりオープンから8日後に閉鎖された 。2014年2月にも「Black Goblin Market」と「CannabisRoad」の2サイトが容易く非匿名化された後で閉鎖し短命に終わった。
2014年11月にダークネットのエコシステムが簡単に揺さぶられた。アメリカのFBIとイギリスの国家犯罪対策庁によって実行された「onymous作戦」により、当時としては最大級のマーケットの一つであった「シルクロード2.0」を含む27の隠しサイト及び12の小規模マーケットと個々のベンダーサイトが差し押さえられた  。2014年9月までに、onymous作戦を逃れたAgoraは最大のマーケットになったと報じられ、2015年4月時点でも全てのマーケットプレイスでも最大であり続け 、絶頂期には商品の掲載数でシルクロードを超えた。
2015年はマーケットの多様化とエスクローと分散化を中心とした更なる発展を遂げた年となった。
2015年3月に当時マーケットシェアの5割を占めていたマーケットプレイス「Evolution」は「exit scam」(資金持ち逃げ)を行いエスクロー(預託)されていた1200万ドル相当のビットコインを盗んだ 。Evolutionの閉鎖によりユーザーが「Black Bank」とAgoraに流出した。2015年4月時点でダークネット・マーケットでシェア5%を獲得していたBlack Bankは同様の詐欺で消失する前の2015年5月18日に「メンテナンス」のために閉鎖すると発表していた。これらの出来事を受け、コメンテーターはこのリスクから買い手とベンダーの将来的な保護及び「マルチシグ」の暗号通貨決済をより幅広くサポートするために「OpenBazaar」サービスのような更なるマーケットの分散化が必要になる可能性があると示唆した。
4月にはドラッグ及びソフトウェアエクスプロイト向けの最初のオープンサイバー兵器マーケット「TheRealDeal」がコンピュータセキュリティの専門家によって創設された 。5月にはTheRealDealを含む様々なマーケットに対して様々なDDOS攻撃が行われた。マーケットのオーナーはアタッカーのパスワードを取得するためのフィッシングサイトを準備し、同様にユーザーから詐欺を行おうと計画していたMr Nice Guyのマーケットの管理者とアタッカーとの協力関係を後に明らかにした 。この情報はニュースサイトDeepDotWebに公開された。
7月31日、欧州刑事警察機構とイタリア警察が協力してイタリア語のダークネットマーケット「Babylon」を閉鎖し、1万1254件のビットコインウオレットのアドレス及び100万ユーロを押収した。
8月下旬にリーディングマーケットプレイスのAgoraはサーバー上での不審な活動を報告した後、Torのある種の非匿名性のバグを疑い緊急の一時閉鎖を発表した。
2015年10月までにAlphaBayが最大のマーケットとして認識された 。それから2016年までマーケットは安定的に拡大していったが、4月に大規模な「Nucleus marketplace」が未知の理由で崩壊し、預託されていたビットコインが消失した。
4月28日、イタリア・ダークネットコミュニティ(IDC)フォーラムベースのマーケットプレイスに捜査が入り、多数の重要人物の逮捕につながった。
2017年5月、スロバキアで薬物と武器の不正取引に関与していた疑いで逮捕された容疑者が「Bloomsfield market」を運営していたことが判明し後に同マーケットは閉鎖された 。その月の下旬に長命の「Outlaw market」は大半のビットコインの暗号通貨ウォレットが盗まれたと言及し閉鎖したが、exit scamであったと推測されている。
2017年7月、FBI、DEA、オランダ警察などによるベイオネット作戦によりHansaとリーディングマーケットのAlphaBayが差し押さえられ、世界の法執行機関による捜査を引き起こしたことからマーケットはOnymous作戦以来の最大の混乱を経験した。この差し押さえで多くのトラフィックが他のマーケットに行き、TradeRouteとDream Marketが当時最も人気のマーケットとなった。
2017年10月、TradeRouteはハッキングを受け資金を奪い取られた直後exit-scamを行った。

## 市場機能

### 検索と議論
議論フォーラムの中心の一つ に法的捜査の対象になっているRedditの/r/DarkNetMarkets/ とTorベースの議論フォーラム「The Hub」がある。多くのマーケットプレイスは専門の議論フォーラムとsubredditを維持している 。マーケットプレイスの大半は英語を用いているが、一部は中国語、ロシア語、ウクライナ語を用いている。
マーケット専門の検索エンジンにはログインまたは登録不要で直接複数のマーケットを検索できるGramsがあったが、運営コストの問題により2017年12月に閉鎖された。
DeepDotWebやAll Things Viceなどのダークウェブのニュース及びレビューサイトは動態マーケットへの独占インタビューと解説を提供している 。DNStats などの稼働時間と比較サービスはアクティブな市場及び詐欺の疑い、法執行機関の活動についての情報源を提供している。これらの市場の分散型の性質が原因で、しばしばフィッシング及び詐欺サイトが悪意を持ってまたは誤って参照されることがある。
マーケットの場所を発見した後、ユーザーはサイトに登録する(時には紹介リンクで)必要があり 、その後掲載商品を閲覧することが可能になる。ログイン認証情報の侵害に対するユーザーのより良い保護、トランザクションの実行に更なるPINが必要な場合がある。

### 顧客対応

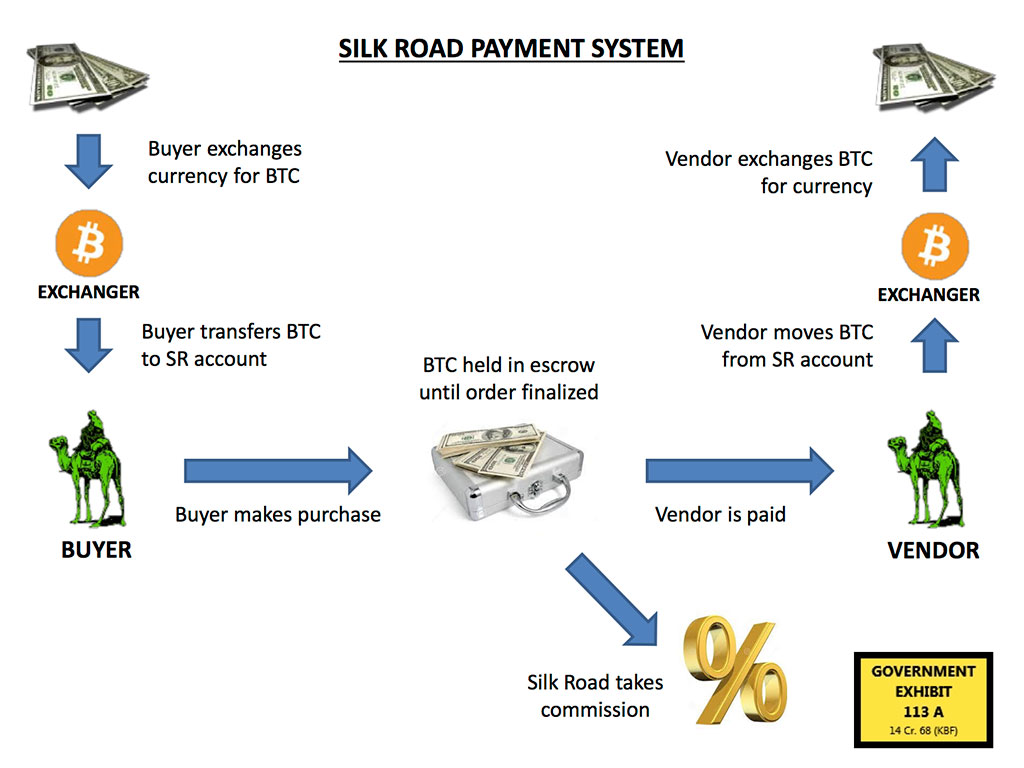
シルクロードの決済システムのフローチャート、所有者の裁判において証拠として用いられた

取引では通常は決済にビットコインを使用し 、サイト自体に保存される買い手とベンダー間のコミュニケーションを安全なものとするために追加の匿名性とPGP用のタンブラーと組み合わせることもある。多くのサイトではセキュリティの向上とサイトのエスクローへの依存を減らすためにビットコイン・マルチシグトランザクションを使用している 。「Helix Bitcoin tumbler」は直接匿名化マーケットプレイス決済統合を提供している。
購入時に買い手はサイトのエスクローに暗号通貨を転送する必要があり、その後ベンダーが商品を発送し、サイトから支払いを請求する。商品の受領または未受領の時にユーザーはベンダーのアカウントに対してフィードバックを残すことができる。買い手は取引を迅速化するために商品を受領する前にエスクローから資金をベンダーに解放する「早期終了(finalize early、FE)」を行うことがあるが、FEを選択した場合詐欺に対して脆弱となる。
Onymous作戦後、ベンダーのPGPサポートが急増し、2つのマーケットプレイスでのPGPの使用は90%近くになった。これは法執行機関の暗号市場への対応がセキュリティの継続的なイノベーションをもたらし、マーケットの法執行機関の努力からの潜伏をより弾力的にしたことを示唆している。

### マーケット種類
典型的な集中型のダークネットマーケットではeBayに似たマーケットプレイスのフォーマットで様々なベンダーの商品が掲載されている 。事実上そのようなマーケットの全てはAmazon.comと同様の先進的な評価、検索、発送機能を有している。
最も人気のベンダーの一部は現在大規模なマーケットプレイスとは別の専用オンラインショップを開設している 。clearnetで運営するために戻るサイトもあり、ある程度の成功を収めた。
現在は消滅したTor Carding ForumなどのインターネットフォーラムやRussian Anonymous Marketplaceは信頼できるメンバーがエスクローサービスを提供し、ユーザーはフォーラム外のメッセージで接触するマーケットとして機能した 。2014年5月、「Deepify」サービスはSAASソリューションを用いてマーケットのセットアッププロセスの自動化を試みたが 、間もなく閉鎖された。
集中型インフラに関連する問題が繰り返された後、OpenBazaar 、Syscoin、Particl 、BitBay、Bitmarkets及びNxtを含むブロックチェーンまたはpeer-to-peer技術を利用する多数の分散型マーケットプレイスソフトウェアの選択肢が生まれた。

## ベンダー
マーケットに掲載するためにベンダーは紹介、別のマーケットからの評判の証明、マーケットへの現金の預け入れを通じた申請手続きを経る可能性がある。
多くのベンダーは複数のマーケットに商品を掲載しており、一つのマーケットが閉鎖されても評判を維持している。Gramsは「InfoDesk」を設立しPGP鍵の供給に加えてベンダーのコンテンツとIDの集中管理ができるようにした。
一方、個々の法執行機関は定期的にベンダー と個人使用目的で有意な量を購入した者を捜査し逮捕する。
2016年2月の報告ではダークネットマーケットでの全購入の4分の1は転売目的であることが示唆された。

## 製品

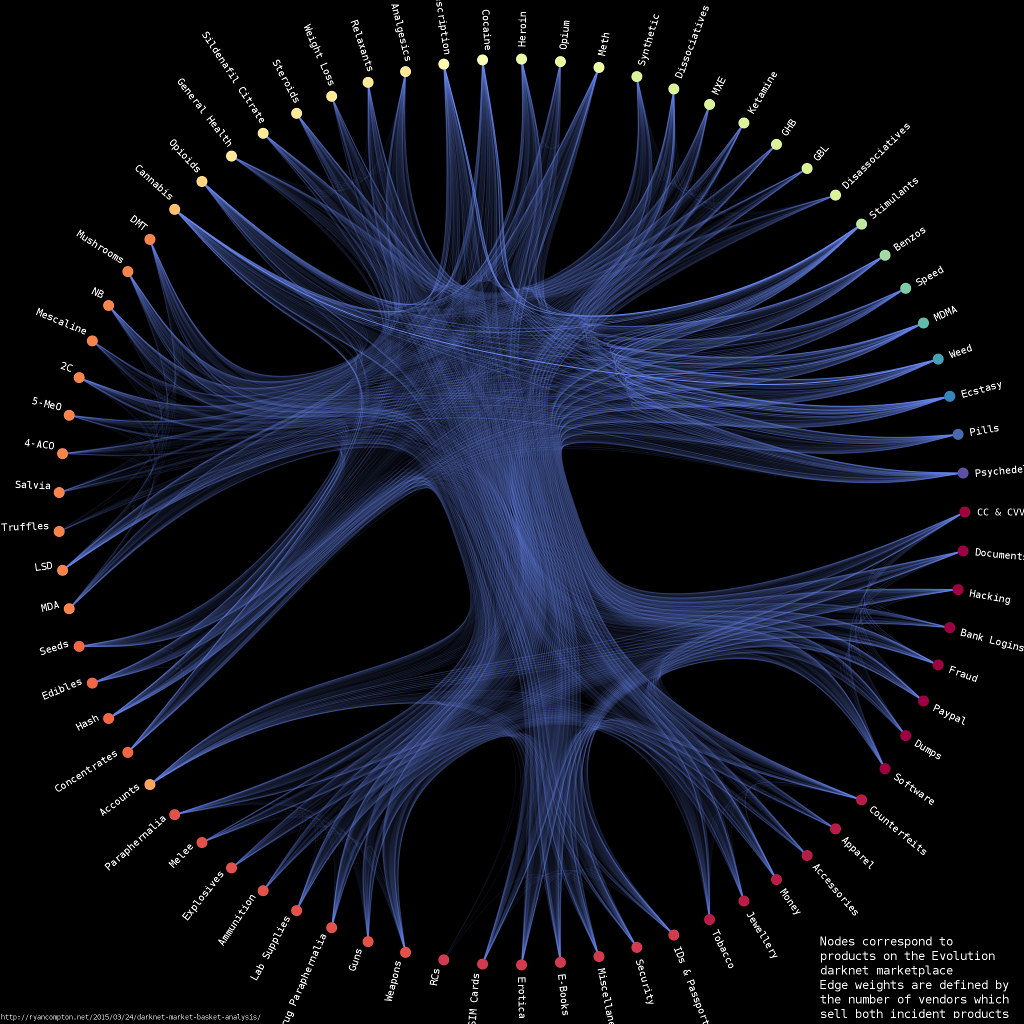
消滅したEvolutionマーケットプレイスの分析ではマーケット上の異なった商品の種類とベンダーを表している

### ドラッグ
大量の商品が販売されている一方でその多くがドラッグであり、大麻、MDMA、モダフィニル 、LSD、コカイン及びデザイナードラッグなどの薬物が販売されている。

### 詐欺とハッキングサービス
金融機関や銀行へのサイバー犯罪とハッキングサービスもダークウェブで提供されている 。 AlphaBayなどのマーケットはカーディング、偽造及び多くの関連サービスを扱う商業的不正マーケットの重要なシェアをホストし続けている 。ポイントカード情報も浄化(ロンダリング)が容易なことから販売されている。

### 禁止及び制限
多くのマーケットは武器または毒物の掲載を拒否している。オリジナルのシルクロードなどのマーケットは盗難カード、暗殺、大量破壊兵器など「危害を与えるまたは詐欺を行う目的」のいかなる商品の掲載も拒否している。
Evolutionなどの後のマーケットは「児童ポルノ、殺人・暗殺・テロリズムに関連するサービス、売春、ポンジ・スキーム、くじ」を禁止しているが、クレジットカードデータの卸売は容認している。
火器及びナイフや剣など特定の種類の他の武器のマーケットは法執行機関の特別な注目を集めているとみられる。

## マーケット運営
Doxbinの前所有者のNachashは2015年初めに『So, You Want To Be a Darknet Drug Lord...(だからあなたはダークネットの麻薬王になるのを望む)』と題した入門書を書いている。
背景調査タスクには過去の麻薬王からの教訓、法的問題の調査、法執行機関の戦略と法定代理権の獲得などが含まれる。将来のマーケットの運営に関して、彼は居住国と刑事共助条約にギャップがあるホスティング国を見極め、高価な防弾ホスティングを避け、追跡困難な決済を適切に受け入れるTorをサポートするWebホストを選ぶように勧めた。回避を推奨するパターンにはドレッド・パイレート・ロバーツのようなヒットマンの雇用、Stack Exchangeのようなサイト上でのソフトウェアの質問用にハンドルを共有することが含まれる。
彼はサーバー側の透過型Torプロキシサーバーを用いた安全なサーバーオペレーティングシステムの動作 、ウェブアプリケーションの設定の強化、Torベースのサーバー管理、ダークネットが運営するホスティングサービスではなくサーバー構成管理の頻繁なサーバー移転を伴う再構築と安全な破壊の自動化についてアドバイスを行っている 。ガードノードの非匿名化に対して保護するために彼はマーケットサイトが独占的に使うTorリレーに投資することによってトラフィックを難読化することを推奨している。
ローカルマシンの設定においては、彼は現金で購入したLinuxコンピュータでローカルのTor透過型プロキシを使用することを推奨している。OPSEC(運用上のセキュリティー対策)においては彼は会話ログの保存を避けること、文体を変化させること、携帯電話ベースのトラッキングを避けること、アイデンティティを更に分かりにくくするために虚偽の個人情報を漏らすことなどを提案した。 OTRとPGPの使用が推奨される。
彼はマーケットの従業員を注意深く検証し、バリウム食事テストを通じて法執行機関の浸透を排除することを推奨している。

## 詐欺マーケット
人々から詐欺を行うために正当なベンダーショップまたはある種のマーケットプレイスを装ったサービスが数多く存在しており、これらには悪名高く信頼できない銃砲店 や、偽の暗殺ウェブサイトさえも含まれる。

## Exit scams
集中型のマーケットのエスクローは個々のマーケットがいつでも閉鎖し買い手とベンダーの暗号通貨を持ち逃げ(Exit scam)する可能性があることを意味している。BlackBank 及びエスクローされた1200万ドル相当のコインを着服した最も悪名高いEvolution などExit scamを行った複数の例が存在する。
重要な評判と預託資金の蓄積に十分な商品を販売したことによりしばしば評判の成熟点に到達した個々のベンダーの多くは、大容量高価格の成熟した製品レベルで競争するよりもそれらの資金と共に終了することを選ぶ可能性がある。

## 批評
2014年12月、Carmen WeisskopfとDomagoj Smoljoによる「The Darknet: From Memes to Onionland」と題したダークネット文化を探求する展示会が開かれた。展示会ではAgoraに掲載されている商品に毎週100ドル相当のビットコインを費やす「ランダム・ダークネット・ショッパー」と呼ばれるインターネットボットを取り上げた 。彼らの目的は著名な国際的な共同捜索にもかかわらず存続し繁栄しているこれらの市場の倫理及び哲学的含蓄を探求することだった。
ジェームズ・マーティンの2014年の著書『Drugs on the Dark Net: How Cryptomarkets are Transforming the Global』では 一部のベンダーは自身のアヘンまたはコカインを「フェアトレード」「オーガニック」またはコンフリクト・フリー地帯から供給を受けたものとしてブランディング(ブランド化)さえしていると論じた 。2015年6月にジャーナリストのジェイミー・バートレットはTEDで今日のダークネット・マーケットのエコシステムの状態について講演をおこなった。
Martin Aldridge & Décary-Hétu による2014年の研究及び「Global Drug Policy Observatory」の2015年1月のリポートによれば、多くのハーム・リダクションの傾向が見られたという。これらにはハードドラッグを提供するなどの街頭取引と関連するリスクの低減が含まれる。ベンダーのフィードバックシステムは合成及び副作用のリスクと詐欺師に対する保護の責任を負う。オンラインフォーラムコミュニティはユーザーが匿名で質問することができる環境で安全な薬物使用に関する情報を提供する。一部のユーザーは街頭販売と比較してサイトからの注文はリードタイムが上昇するためオンライン要素は消費に適度の影響を与えると報告した。
中毒研究のHeino Stöver教授はショップはドラッグ合法化を「下から」進めるという政治的声明とみなすことができると指摘した 。これらのマーケットの成果は精神活性物質の高品質・低価格化に加えて暴力事件のリスクも低くなっている 。多くの研究でシルクロードなどのマーケットは特に街頭ベースのドラッグマーケットプレイスと比較して違法なドラッグの使用によって引き起こされる害をユーザーが減らす助けになる可能性があると示唆している。例として、汚染(レーシングやカッティングを含む)リスクが低い高品質の商品やベンダーが試験を行った商品の販売、トリップ状態のレポートの共有、ハーム・リダクション練習についてのオンライン議論などがある。「DoctorX」などの一部の医療専門家はダークネット上で情報やアドバイス、薬物検査サービスを提供している。製品の品質はユーザーのフィードバックと評価機能を含むダークネット・マーケットの競争と透明性に起因する。
2014年12月に欧州刑事警察機構は「我々は最近数多くの物理的犯罪がオンラインへ移動したと見ており、少なくとも「マーケティング」とビジネスの配送部分…[購入者は]郵便配達、宅配便、または将来的にはドローンによって指定場所へリスク無く配送された違法商品を手に入れることができ、警察が買い手か売り手のどちらかを特定することなく完全匿名の状態で仮想通貨で支払いを行える」と報告した。
2015年6月に欧州薬物・薬物依存監視センター (EMCDDA)は、ダークネット・マーケット、ソーシャルメディア、モバイルアプリを通じたバーチャルのマーケットプレイスをコントロールする難しさに言及した報告書を作成した 。2015年8月、インターポールが現在Torとサイバーセキュリティに関する技術情報と、ダークネット・マーケット解体のシミュレーションなどを扱うダークウェブ専門のトレーニングプログラムを提供することが発表された。
2013年10月にイギリスの国家犯罪対策庁とGCHQはサイバー犯罪に焦点を当てた「Joint Operations Cell」の編成を発表した 。2015年11月にこのチームはダークウェブ上での子供の搾取及び他のサイバー犯罪に取り組む任務が与えれた。
2015年2月、EMCDDAはマーケットプレイスでのカスタマーサービス及び評判管理の重要性の高まり、暴力のリスクの低減、製品の純度の向上に言及した別の報告書を作成した。全購入の4分の1は転売目的だと推定されており、分散化傾向はすぐには排除される蓋然性は低いことを意味していた。
「グローバル・ドラッグ・サーベイ」の2016年6月のレポートでは、進行中の法執行機関の行動及び詐欺にもかかわらずどのようにマーケットの人気が高まっていったのかについて述べている。他にも直接ではなくTorブラウザとビットコイン決済を運用している友人を通じて購入する消費者などの発見もあった。回答者の79%のケースではマーケットへのアクセスが新種のドラッグの試用につながった。

## 掲載商品の規模
ダークネット・マーケットの経済規模は推定に問題が生じる可能性がある。カーネギーメロン大学の研究者によるリスティング・スクレイプとフィードバックの組み合わせに基づく販売量の推定研究では最良のデータの一部をキャプチャーした。レビューされた2013年の分析では、シルクロードの売上高は1日当たり30万ドルであり、年間1億ドル以上と推定されている。後のマーケットからの後続データには複数のマーケットプレイスを分析することに伴う複雑さと大きなギャップがある。
- 18,174 – 2013年10月、 Digital Citizens Alliance[28] その内の13,472個はシルクロードに掲載されていた 2013年11月[2]
- 41,207 – 2014年4月 Digital Citizens Alliance[138]
- 33,985 – 2014年5月 Redditを通じたガーディアン[139]
- 43,175 – 2014年7月 BBCによる報道[28]
- 65,595 – 2014年8月 Digital Citizens Alliance [140]
- 51,755 – 2014年12月 Digital Citizens Alliance[141]
- 68,835 – 2015年3月 (Evolution詐欺前), Digital Citizens Alliance[49]
- 68,322 – 2015年4月 (Evolution詐欺後)[49]

- Silk Road
- Black Market Reloaded
- Sheep
- DeepBay
- Agora
- Pandora
- Evolution
- TOM
- Middle Earth
- Nucleus
- Abraxas
- Black Bank
- Alpha Bay
- 他

Digital Citizens Alliance。

## 創作
スリラードラマシリーズ「ミスター・ロボット」のエピソード「論理爆弾」(第2シーズンの5話)において、主人公のエリオットが修復していたとみられるTorの秘匿サイトは銃、性的人身売買された女性、ロケットランチャー、ドラッグ、ヒットマンの雇用などを取り扱う「ミッドランドシティー」と呼ばれるシルクロードのスタイルに因んだダークネット・マーケットであることが判明した。
エマ・ロバーツとデイブ・フランコ主演の2016年の映画「Nerve」ではダークウェブは大きな役割を担った。
「Grand Theft Auto Online」では、不法貨物と盗難車用の倉庫とガレージを購入したプレイヤーは「セキュリサーブ」組織のウェブサイト上での取引を通じてそれらを購入・盗み、売ることができる。「Biker」DLCの後は、プレイヤーは違法ドラッグと偽造商品製造用の建物を購入し、法執行機関がプレイヤーの取引に気付くことが出来ない「オープンロード」と呼ばれるダークネットのウェブサイトを通じて供給することができた。

## 関連リンク
- カーディング (詐欺)（英語版）
- 犯罪フォーラム（英語版）
- サイバー兵器産業（英語版）
- ディープ・ウェブ (映画)
- ドラッグ合法化（英語版）
- 違法ドラッグ取引（英語版）
- Torの秘匿サービス一覧（英語版）
- EncroChat - 多くの犯罪組織に使われていた通信アプリ。2020年6-7月に欧州警察のハッキングで証拠が掴まれた犯罪者800人以上が逮捕された。違法薬物や銃火器、殺人依頼などが取り扱われていた。